# THE GOLDEN RING
『THE GOLDEN RING Motoharu Sano with Ｔhe Heartland Live 1983-1994』（ザ ゴールデン リング モトハル サノ ウィズ ザ ハートランド ライブ 1983-1994）は、1994年8月26日に、Epic/Sony Records/M's Factoryから発売された、佐野元春のライブ・アルバム。

## 概要
1983年「Rock & Roll Night Tour」から1994年「The Circle Tour」日本武道館まで、佐野とバックバンド「THE HEARTLAND」の11年間のライブの足跡や変遷が耳で楽しめるCD3枚組、全37曲。初回プレス盤はBOXパッケージ仕様。豪華ブックレット付。

## 収録曲
全曲 作詞・作曲・編曲：佐野元春

### DISC 1
1. ガラスのジェネレーション
2. ダウンタウン・ボーイ
3. So Young
4. 彼女はデリケート
5. アンジェリーナ
6. 悲しきRadio
7. 君をさがしている-朝が来るまで
8. Do What You Like-勝手にしなよ
9. グッドバイからはじめよう
10. Complication Shakedown
11. Wild On The Street
12. Come Shining
13. Shame-君を汚したのは誰
14. Young Bloods

### DISC 2
1. Wild Hearts-冒険者たち
2. 99Blues
3. インディビジュアリスト
4. Strange Days-奇妙な日々
5. 新しい航海
6. ナポレオンフィッシュと泳ぐ日
7. ボリビア-野性的で冴えてる連中
8. ブルーの見解
9. ぼくは大人になった
10. 月と専制君主
11. 愛のシステム
12. ジュジュ
13. ジャスミンガール

### DISC 3
1. 欲望
2. New Age
3. スウィート16
4. レインボー・イン・マイ・ソウル
5. 約束の橋
6. 彼女の隣人
7. ロックンロール・ナイト
8. ハートビート-小さなカサノバと街のナイチンゲールのバラッド
9. Someday
10. 空よりも高く